# Campeonato Mundial de Ciclismo en Pista de 2008
El CV Campeonato Mundial de Ciclismo en Pista se celebró en Mánchester (Reino Unido) entre el 26 y el 30 de marzo de 2008 bajo la organización de la Unión Ciclista Internacional (UCI) y la Federación Británica de Ciclismo.
Las competiciones se realizaron en el Velódromo de Mánchester. Se disputaron 18 pruebas, 10 masculinas y 8 femeninas.

## Países participantes
Participaron 309 cilcistas (218 hombres + 91 mujeres) de 38 federaciones nacionales afiliadas a la UCI:
| África (CAC) | América (COPACI) | Asia (ACYC) | Europa (UEC) | Oceanía (OCF)                        |
| ------------ | --- | --- | --- | ------------------------------------ |
|              | Argentina (3/-) · Canadá (5/2) · Chile (2/-) · Colombia (5/2) · Cuba (-/4) · Estados Unidos (8/3) · Jamaica (1/-) · México (1/2) · Uruguay (1/) | China (4/4) Corea del Sur (5/1) Hong Kong (3/1) Irán (2/-) Japón (7/2) Malasia (5/1) Tailandia (-/2) Taiwán (1/-) Uzbekistán (1/-) | Alemania (14/7) · Austria (3/-) · Bélgica (4/3) · Bielorrusia (2/4) · Dinamarca (6/1) · España (12/2) · Francia (15/5) · Grecia (8-/) · Irlanda (1/-) · Italia (6/7) · Lituania (-/3) · Países Bajos (10/7) · Polonia (7/-) · Reino Unido (14/9) · República Checa (8/2) · Rusia (13/6) · Suiza (3/1) · Ucrania (12/4) | Australia (17/4) Nueva Zelanda (9/2) |

## Medallistas

### Masculino
| Evento                          | Oro                                                                               | Plata                                                                                        | Bronce                                                                                 |
| ------------------------------- | --------------------------------------------------------------------------------- | -------------------------------------------------------------------------------------------- | -------------------------------------------------------------------------------------- |
| Velocidad individual (28.03)    | Chris Hoy Reino Unido                                                             | Kévin Sireau Francia                                                                         | Mickaël Bourgain Francia                                                               |
| Velocidad por equipos (26.03)   | Francia Grégory Baugé Arnaud Tournant Kévin Sireau Mickaël Bourgain 43,271        | Reino Unido Ross Edgar Chris Hoy Jamie Staff 43,777                                          | Países Bajos · Theo Bos · Teun Mulder · Tim Veldt · 43,718                             |
| Persecución individual (26.03)  | Bradley Wiggins Reino Unido 4:18,519                                              | Jenning Huizenga · Países Bajos · 4:23,474                                                   | Alexei Markov · Rusia · 4:21,097                                                       |
| Persecución por equipos (27.03) | Reino Unido Edward Clancy Geraint Thomas Paul Manning Bradley Wiggins 3:56,322 RM | Dinamarca Michael Færk Christensen Casper Jørgensen Jens-Erik Madsen Alex Rasmussen 3:59,381 | Australia Graeme Brown Mark Jamieson Bradley McGee Luke Roberts Jack Bobridge 4:00,089 |
| 1 km contrarreloj (30.03)       | Teun Mulder · Países Bajos · 1:01,332                                             | Michaël D'Almeida Francia 1:01,514                                                           | François Pervis Francia 1:01,579                                                       |
| Carrera por puntos (28.03)      | Vasil Kiryienka · Bielorrusia · 24 pts.                                           | Christophe Riblon Francia 23 pts.                                                            | Peter Schep · Países Bajos · 19 pts.                                                   |
| Scratch (26.03)                 | Aliaxandr Lisouski · Bielorrusia                                                  | Wim Stroetinga · Países Bajos                                                                | Roger Kluge · Alemania                                                                 |
| Keirin (29.03)                  | Chris Hoy Reino Unido                                                             | Teun Mulder · Países Bajos                                                                   | Jristos Volikakis · Grecia                                                             |
| Madison (29.03)                 | Mark Cavendish Bradley Wiggins Reino Unido 19 pts.                                | Roger Kluge · Olaf Pollack · Alemania · 13 pts.                                              | Michael Mørkøv Alex Rasmussen Dinamarca 11 pts.                                        |
| Ómnium (30.03)                  | Hayden Godfrey Nueva Zelanda 19 pts.                                              | Leigh Howard Australia 28 pts.                                                               | Aliaxandr Lisouski · Bielorrusia · 35 pts.                                             |

### Femenino
| Evento                          | Oro                                                                     | Plata                                                                                            | Bronce                                                                      |
| ------------------------------- | ----------------------------------------------------------------------- | ------------------------------------------------------------------------------------------------ | --------------------------------------------------------------------------- |
| Velocidad individual (29.03)    | Victoria Pendleton Reino Unido                                          | Simona Krupeckaitė · Lituania                                                                    | Jennie Reed Estados Unidos                                                  |
| Velocidad por equipos (27.03)   | Reino Unido Victoria Pendleton Shanaze Reade 33,661                     | China Gong Jinjie Zheng Lulu 34,223                                                              | Alemania · Dana Glöss · Miriam Welte · 34,036                               |
| Persecución individual (27.03)  | Rebecca Romero Reino Unido 3:30,501                                     | Sarah Hammer Estados Unidos 3:37,006                                                             | Katie Mactier Australia 3:32,347                                            |
| Persecución por equipos (28.03) | Reino Unido Wendy Houvenaghel Rebecca Romero Joanna Rowsell 3:22,415 RM | Ucrania · Svitlana Haliuk · Lesia Kalytovska · Liubov Shulika · Yelyzaveta Bochkarova · 3:29,744 | Alemania · Charlotte Becker · Verena Jooß · Alexandra Sontheimer · 3:26,960 |
| 500 m contrarreloj (26.03)      | Lisandra Guerra Rodríguez · Cuba · 34,021                               | Simona Krupeckaitė · Lituania · 34,066                                                           | Sandie Clair Francia 34,253                                                 |
| Carrera por puntos (29.03)      | Marianne Vos · Países Bajos · 33 pts.                                   | Trine Schmidt Dinamarca 25 pts.                                                                  | Vera Carrara · Italia · 20 pts.                                             |
| Scratch (30.03)                 | Ellen van Dijk · Países Bajos                                           | Yumari González Valdivieso · Cuba                                                                | Belinda Goss Australia                                                      |
| Keirin (30.03)                  | Jennie Reed Estados Unidos                                              | Victoria Pendleton Reino Unido                                                                   | Christin Muche · Alemania                                                   |

## Medallero
| Núm. | País           | Oro | Plata | Bronce | Total |
| ---- | -------------- | --- | ----- | ------ | ----- |
| 1    | Reino Unido    | 9   | 2     | 0      | 11    |
| 2    | Países Bajos   | 3   | 3     | 2      | 8     |
| 3    | Bielorrusia    | 2   | 0     | 1      | 3     |
| 4    | Francia        | 1   | 3     | 3      | 7     |
| 5    | Estados Unidos | 1   | 1     | 1      | 3     |
| 6    | Cuba           | 1   | 1     | 0      | 2     |
| 7    | Nueva Zelanda  | 1   | 0     | 0      | 1     |
| 8    | Dinamarca      | 0   | 2     | 1      | 3     |
| 9    | Lituania       | 0   | 2     | 0      | 2     |
| 10   | Alemania       | 0   | 1     | 4      | 5     |
| 11   | Australia      | 0   | 1     | 3      | 4     |
| 12   | China          | 0   | 1     | 0      | 1     |
| 12   | Ucrania        | 0   | 1     | 0      | 1     |
| 14   | Grecia         | 0   | 0     | 1      | 1     |
| 14   | Italia         | 0   | 0     | 1      | 1     |
| 14   | Rusia          | 0   | 0     | 1      | 1     |
|      | TOTAL          | 18  | 18    | 18     | 54    |